# Jacques Le Goff
Jacques Le Goff, född den 1 januari 1924 i Toulon, död den 1 april 2014, var en fransk kulturhistoriker. Han är särskilt känd för sin forskning om 1100- och 1200-talen.  
Le Goff tillhörde tredje generationen av den så kallade Annales-skolan inom fransk historieforskning. Från 1972 till 1977 var han ledare för École des hautes études en sciences sociales (EHESS). 
Flera av hans böcker är översatta till svenska, som Kroppens historia under medeltiden. Hans troligen mest kända verk är La naissance du Purgatoire från 1981, där han hävdar att föreställningen om skärselden uppstod på 1200-talet. 
Mot slutet av sitt liv skrev han även två biografier. Den ena behandlar föreställningsvärlden och hovkulturen under den franske kungen Ludvig XIV, den andra den italienske ordensgrundaren Franciskus av Assisi.